# Торрекьяра (замок)
Торрекьяра (итал. Castello di Torrechiara) — Ренессансный замок в одноимённой общине в коммуне Лангирано, в провинции Парма, в регионе Эмилия-Романья, Италия. Возведён в XV веке на вершине скалистого холма для контроля над окружающей долиной. Служил жилой резиденцией графа Пьера Марии II де Росси и его возлюбленной Бьянки Пеллегрини. Благодаря мощной системе укреплений является одной из главных крепостей региона. По своему состоянию Торрекьяра признана наиболее хорошо сохранившимся замком Северной Италии. С 1911 года включён в реестр национальных памятников Италии. Входит в «Ассоциацию замков герцогов Пармы, Пьяченцы и Понтремоли». В декабре 2014 года находится под управлением Министерства культуры Италии. Является одним из важных объектов региональной музейной сети региона Эмилия-Романья. Особую ценность представляют многочисленные фрески во внутренних помещениях резиденции. По своему типу относится к замкам на вершине.

## История

### Ранний период
Каменный замок на этом месте существовал ещё в Средние века. Первые письменные упоминания об этом относятся к 1259 году. Удивительна причина упоминания. Подестат Пармы рассматривал возможность сноса крепости, поскольку мятежники неоднократно использовали её в качестве убежища и отправной точки, где происходил сбор бунтовщиков перед нападением на город.
В начале 1260-х годов семья Скорца построила на руинах прежней крепости собственный укреплённый дом. Однако в 1293 году группа горожан атаковала, захватила и разрушила резиденцию. Всё это произошло по приказу подесты Марко Джустиниани в отместку за оскорбление, которое Эджидиоло Скорца нанёс сыну некоего влиятельного нобиля по имени Карретто. Интересно, что в 1297 году власти города Парма постановили, что в данном месте больше не может быть построено никаких оборонительных сооружений.
Тем не менее, в 1308 году Джилио Скорца принял в Торрекьяре представителей знатных родов Мели-Лупи и Росси, которые обсуждали вопрос об изгнании из Пармы князя Джиберто III да Корреджо. Они решили восстановить замок, чтобы повстанцы использовали его в качестве базы для захвата крепости Джарола, принадлежавшей монастырю Святого Павла в Парме. Джиберто III отреагировал немедленно. Сначала он напал на замок Джарола и разрушил его, затем двинулся к замку Торрекьяра, который осадил. В итоге удалось достичь соглашения с Роландино Скорца, сыном Джилио. В конце концов в 1313 году Кабриетто Скорца, младший брат Роландино объединился с Гульельмо де Росси, чтобы напасть на крепость Торрекьяра и разрушить её.

### XV век. Строительство замка

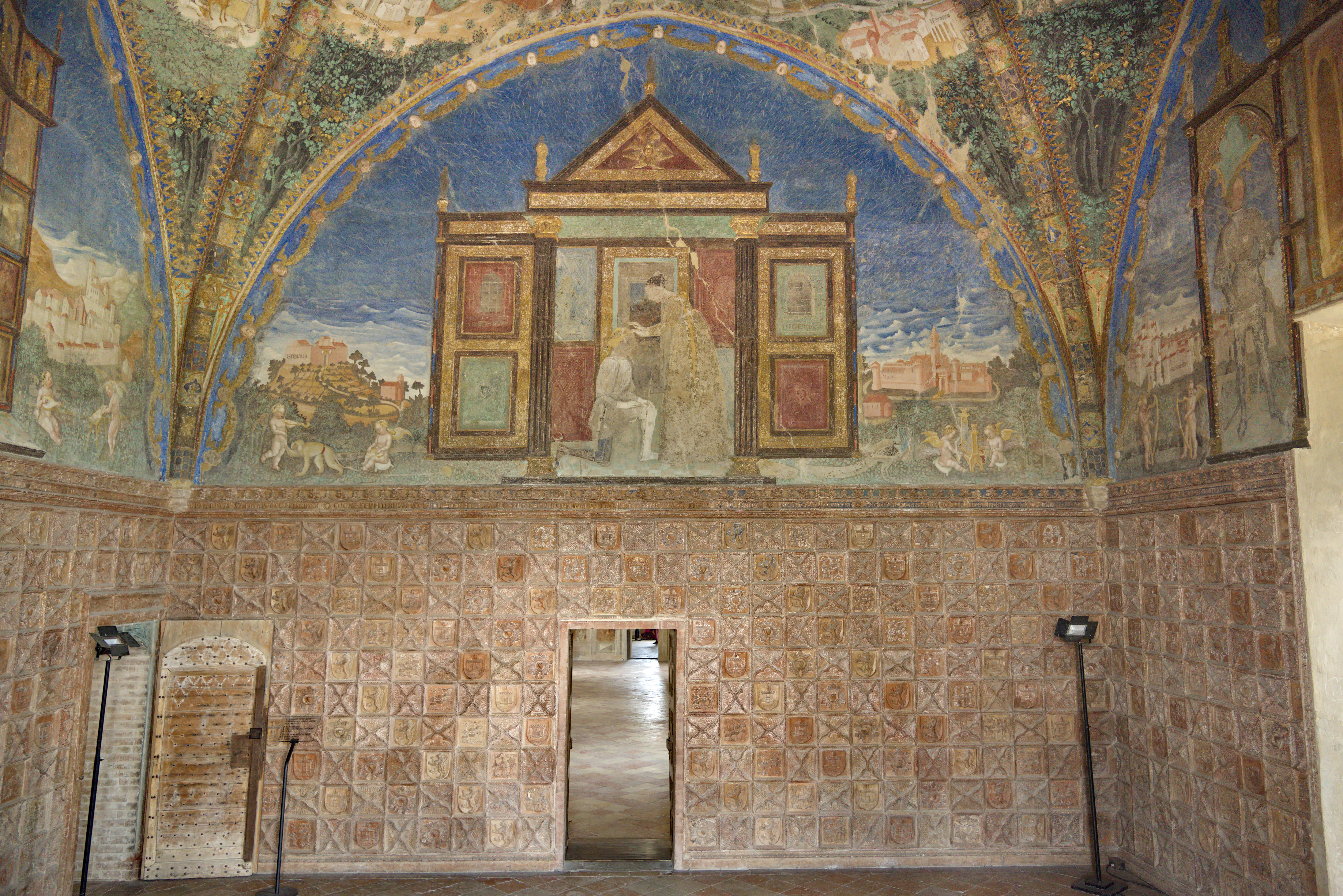
Пьер Мария II де Росси и Бьянка Пеллегрини, изображенные Бенедетто Бембо в люнете Камеры д'Оро

В мае 1448 года Пьер Мария II де Росси начал строительство новой крепости, которую возводили на руинах прежних фортификационных сооружений. При этом заказчик устранился от вмешательства в процесс возведения оборонительного объекта. Пьер Мария не приезжал на стройку и целиком доверился исполнителям.
Вероятно, благодаря тому, что новая мощная крепость была хорошо видна из любого уголка долины, она должна была служить не только для защиты территорий, но и демонстрировать исключительную роль семьи Росси в судьбе региона. Во всяком случае, представители придавали данному фактору особое значение. Следует иметь в виду, что владения семьи Росси охватывали примерно пятую часть всей территории республики Парма.
Непосредственно замок после завершения строительства впечатлял своей мощью и неприступностью. Крепость имела тройное кольцо стен с четырьмя массивными угловыми башням. Одновременно замок Торрекьяра должен был выполнять и другую важную функцию: он являлся элегантной уединенной резиденцией, где граф мог спокойно встречаться со своей возлюбленной Бьянкой Пеллегрини из Арлуно.
Распоряжение графа о строительстве замка в долгосрочной перспективе привело к целому ряду важных последствий. Например, Пьер Мария II, ради качественного украшения интерьеров обратился за помощью к самым известным художникам региона. В их число вошли Бенедетто Бембо, который разрисовал фресками в готическом стиле Камеру д'Оро, и другие мастера. Таким образом замок стал представлять собой бесценный объект культурного наследия эпохи раннего Возрождения.
Основные строительные работы завершились в 1460 году. Через четыре года граф завещал замок Торрекьяра своему незаконнорожденному, но обожаемому сыну Оттавиано. Тот хоть формально и считался сыном Бьянки и её мужа Мелькиорре Арлуно, но на самом деле он являлся внебрачным сыном от Пьера Марии II. Как бы то ни было, Оттавиано умер раньше графа. Поэтому главным претендентом на всю графскую собственность стал законный наследник — Гвидо де Росси.

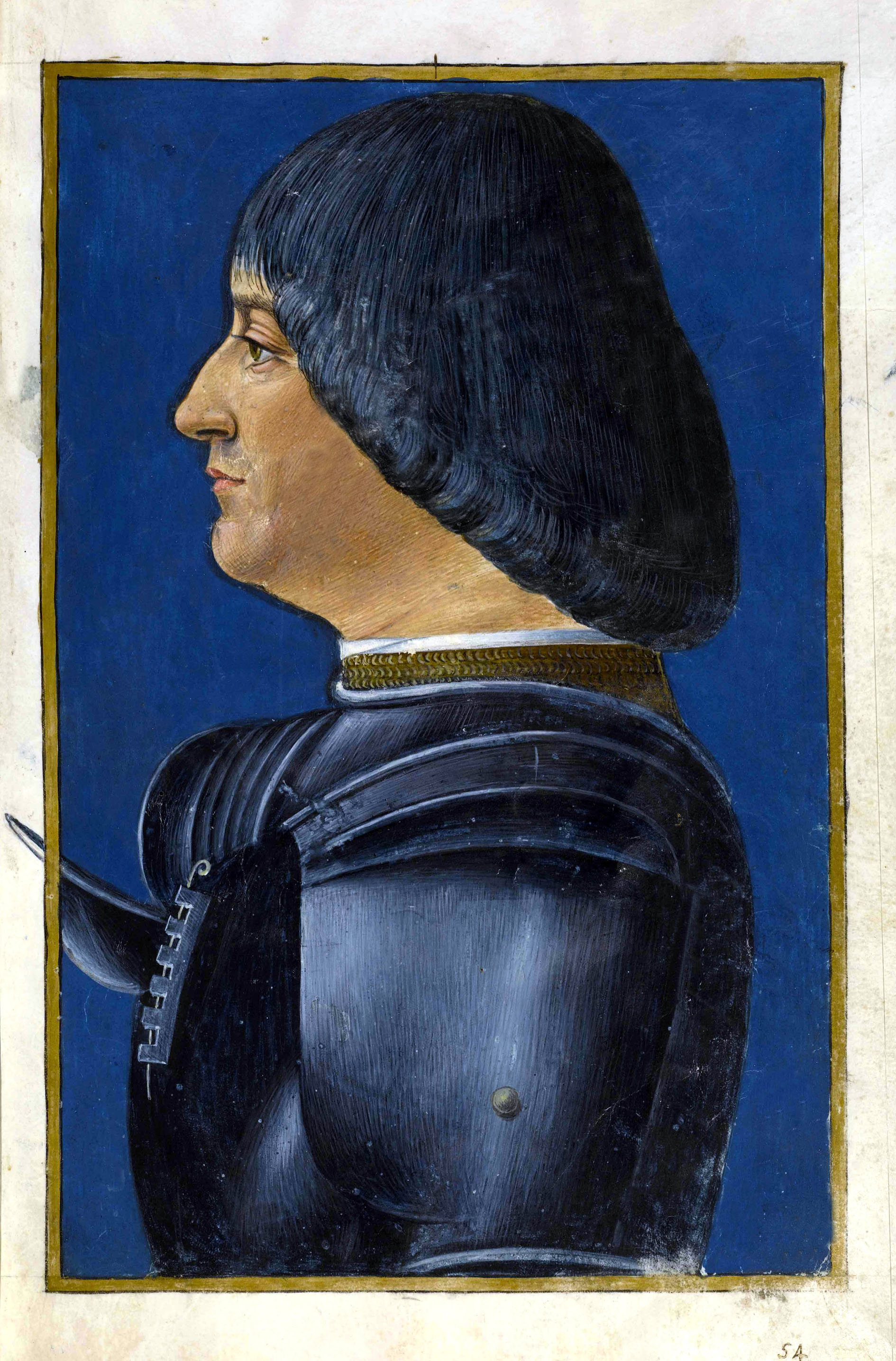
Портрет Лодовико Сфорца

Разорительная война Росси, начавшаяся в начале 1482 года между Миланом и Пармой, разрушила все прежние планы Пьера Марии II. Он умер 1 сентября того же года в своём любимом замке Торрекьяра. После раздела наследства крепость досталась Гвидо. Однако в ходе продолжавшейся войны он смог удерживать контроль над ней лишь в течение нескольких месяцев. Вслед за замком Фелино, крепость Торрекьяра, которую в мае 1483 года осадил известный кондотьер Джан Джакомо Тривульцио, сдалась войскам Милана. Гвидо де Росси сначала бежал в Геную, а затем перебрался в Венецию. Самые важные замки клана Росси — Фелино, Торрекьяра и Сан-Секондо — были отданы во владение несовершеннолетнему сыну миланского герцога Лодовико Сфорца. Однако через несколько лет ребёнок умер и вновь встал вопрос о том, кто станет хозяином крепости. Некоторое время доход от имений вокруг замков уходил в распоряжение герцогини Беатриче д’Эсте.
После того, как в 1499 году Франция завоевала Миланское герцогство, замок Торрекьяра в течение короткого промежутка времени сменил сразу несколько владельцев. Король Людовик XII сначала обещал вернуть замки Сан-Секондо, Фелино и Торрекьяра прежним владельцам, в частности, Троило I де Росси, сыну Джованни де Росси. Но в горных твердынях закрепились миланцы, не признавшие власть французов. То есть требовалось силой отобрать замки. Пришлось приступить к подготовке к осаде. Граф Троило I де Росси смог завладеть только крепостью Сан-Секондо, а на штурм других у него не хватало солдат и ресурсов. Однако его двоюродный брат Филиппо Мария де Росси, сын Гвидо, мог рассчитывать на поддержку гарнизонов, засевших в двух других замках. Миланцы хоть и были настроены резко враждебно по отношению к Троило I, но соглашались на компромисс с его кузеном. В результате Джан Джакомо Тривульцио, объявленный к тому времени королевским наместником, в сентябре отправился к крепостям Фелино и Торрекьяру и потребовал возвратить их под контроль законного владельца. Начались переговоры. Однако в октябре, несмотря на протесты Троило, король неожиданно распорядился передать Торрекьяру и Фелино маршалу Пьетро II ди Роган Джие.
В следующем году Филиппо Мария, союзник венецианцев и Лодовико Сфорца, легко сумел захватить оба замка. Правда, воспользовавшись отсутствием маршала, Фелино вскоре вновь взяли под контроль миланцы. При известиях о подходе французской армии Филиппо Мария бежал в Мантую. Людовик XII снова решил передать замки Фелино и Торрекьяра в феодальное владение своему маршалу.

### XVI век. Эпоха семьи Сфорца ди Санта Фьора

Герб Сфорца ди Санта Фьора

Пьетро II ди Рогану Джие не стал ждать, пока король передумает или кто-то ещё начнёт осаду крепостей. В 1502 году он продал их за 15 тысяч миланских скуди маркграфу Галеаццо Паллавичино, аристократу из Буссето. Через десять лет Филиппо Мария решил организовать поход для отвоевания сразу трёх родовых замков: Фелино, Торрекьяры и Базиликановы. Однако его планам не суждено было сбыться. А в 1522 году он официально отказался от всех притязаний на родовые владения.
В 1545 году Костанца Фарнезе, графиня Санта-Фьора дала согласие на брак между своим сыном, знаменитым кондотьером Сфорца Асканио Сфорца и маркграфиней Луиджией Паллавичино. В приданое невесты вошли, среди прочего, замки Торрекьяра и Фелино, а также окружавшие их обширные поместья. Таким образом, комплекс стал владением могущественной семьи Сфорца.
В 1551 году началась Пармская война, в которой герцог Пармы и Пьяченцы Оттавио Фарнезе при поддержке короля Франции Генриха II начал боевые действия против папы Юлия III и его союзников из Священной Римской империи. Во время боевых действий губернатор Милана Ферранте I Гонзага, который был союзником императора Священной Римской империи Карла V, сумел захватить оба пармских замка, принадлежавших семье Сфорца. При этом он разбил лагерь своих войск недалеко от Бадиа-ди-Санта-Мария-делла-Неве. Чуть позже войска герцога Оттавио (приходившегося кузеном кондотьеру Сфорца Асканио Сфорца), в ходе внезапного решительного приступа смогли отвоевать замок Торрекьяра. Командовавший гарнизоном императорский капитан Асканио Комнено капитулировал. В итоге замок остался в собственности семьи Сфорца.

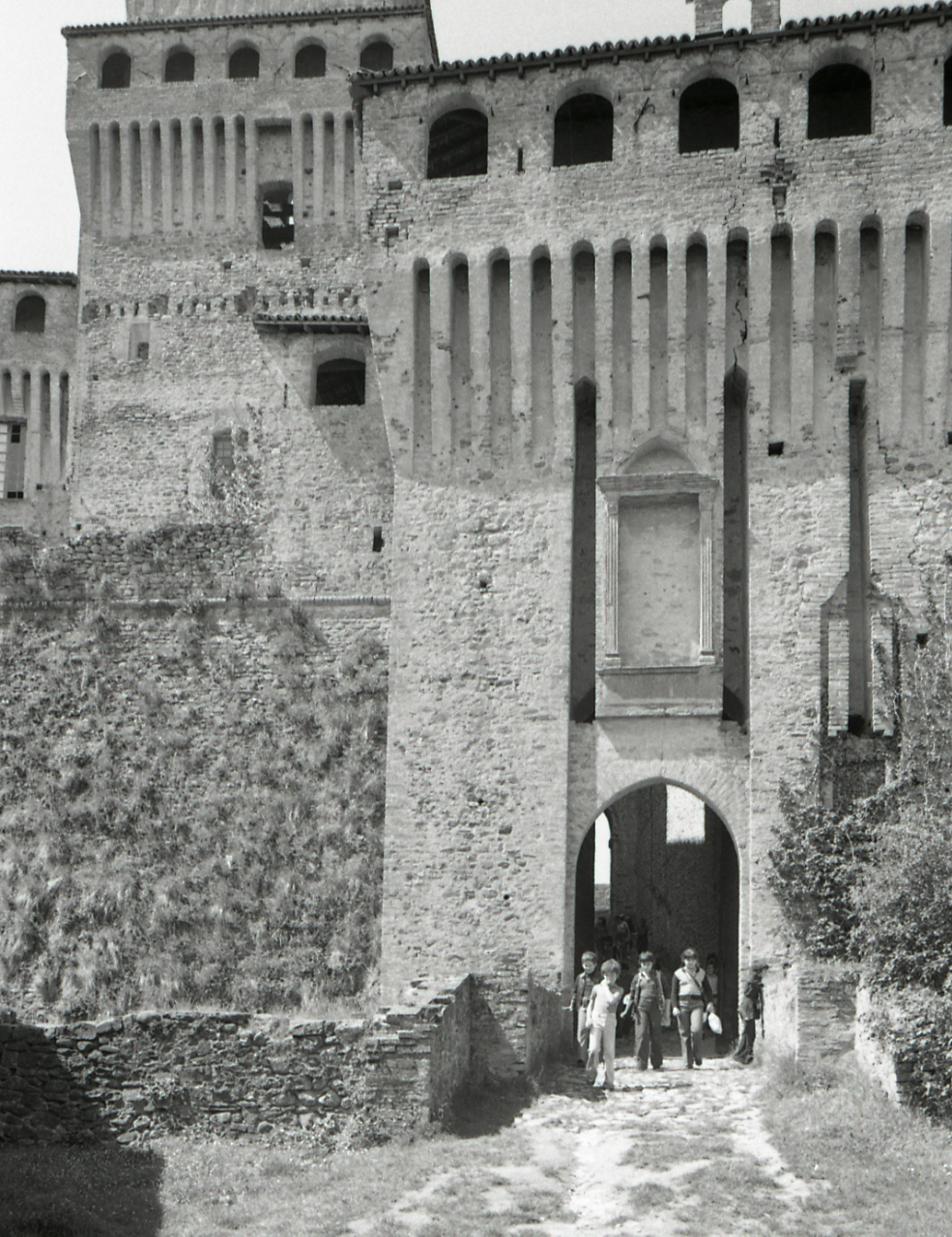
Башня Равеллин. Фото 1976 года

В последующие годы Сфорца Асканио Сфорца провёл реконструкцию замка. Он решил, что эпоха постоянных конфликтов позади и вместо фортификационного сооружения надо сделать более комфортную жилую резиденцию. Были построены две большие панорамные лоджии с видом на долину Пармы. Более того, по приказу владельца уменьшили высоту основной зубчатой стены, а третье кольцо стен крепости вовсе снесли. Бывшие бастионы превратили в уютные висячие сады.
Граф Сфорца Асканио Сфорца, а затем его сын Франческо сделали многое для украшения Торрекьяры. Они приглашали талантливых художников, включая {{iw|Баглиони, Чезаре|Чезаре Баглиони|it|Cesare Baglioni]], чтобы те украшали интерьеры яркими фресками.

### XVII-XIX века
Во второй половине XVII века замок унаследовал Федерико Сфорца, герцог Онано и граф Санта-Фьора. Ещё в 1673 году он объединил свою фамилию с фамилией супруги Ливии Чезарини. Таким образом возникла аристократическая линия Сфорца-Чезарини.
В 1821 году герцог Марино Торлониа женился на принцессе Анне Сфорца Чезарини. Супруга принесла ему в качестве приданого замок Торрекьяра. Почти на век собственниками резиденции стали представители рода Торлония.

### XX-XXI века
В 1909 году семья герцогов Торлониа продала замок Пьетро Каччагуэрре, который вывез всю мебель, включая многие ценные антикварные предметы. Через пару лет, в 1911 году власти Итальянского королевства объявили замок национальным памятником архитектуры. Ещё через год Управление по делам имуществ выкупило опустевшую Торрекьяру. После небольшой реконструкции сооружение было открыто для публики. С той поры комплекс является одной из самых известных достопримечательностей региона.
В ходе землетрясения, случившегося 23 декабря 2008 года, замок получил многочисленные повреждения. Больше всего пострадали внешние стены, башня Сан-Никомеде и зубчатым основные стены. Некоторые помещения пришлось немедленно закрыть, чтобы обеспечить безопасность туристов.
Уже в 2009 году начался капитальный ремонт комплекса. Позднее Ораторий Сан-Никомеде был полностью восстановлен. В частности, реконструировали крышу и чердак, обрушившиеся в начале XIX века. На первом этаже в ходе реставрации в Залах утреннего, полуденного и вечернего бдений воссоздали оригинальную роспись Сала делла Сера.

## Описание

### Общие сведения
Замок находится на высоте 278 метров над уровнем моря на вершине террасного холма. Восточный и южный склоны во время строительства замка укрепили, чтобы обеспечить возведение оборонительных сооружений. Крепость имеет в основании почти прямоугольную планировку, в центре —  внутренний открытый двор, из которого можно попасть в жилые помещения. Все они возведены изнутри вдоль крепостных стен. По углам расположены четыре мощные прямоугольные башни, укрытые черепичными крышами. Изначально комплекс окружали три кольцевых каменных стены. Внешнее кольцо (не сохранилось) охватывало весь холм. Среднее кольцо окружало поселение, находившееся к северу от замка. Внутреннее кольцо защищало непосредственно крепость, которая выполняла роль цитадели.
Центральную часть замка также окружает двойной ров, через который изначально было перекинуто два подъёмных моста. Внешний ров (в настоящее время засыпан) обводил поселение. Внутренний, который существует и поныне, выкопан снаружи внутреннего кольца стен. Оба рва были спроектированы как сухие (не заполняемые водой) самим Пьером Марией II.
Замок построен из камня и кирпича. Помимо трех кольцевых стен, двух рвов, двух подъемных мостов и двух равелинов, в крепости изначально имелось множество дополнительных фортификационных  сооружений и объектов. Остатки некоторых можно увидеть и сегодня: изогнутый проход для лучников, деревянные щиты для закрытия промежутков между зубцами, длинные проходы огибающие башни и фасады всех зданий, а также иные. Восточный фасад отличается от остальных двумя выступающими из башен пристройками, которые создали в конце XVI века после реконструкции бастионов внутреннего кольца стен. Имеются две большие панорамные лоджии с видом на долину реки Парма и равнину.

### Въездной путь и ворота
Изначально единственный вход в замок располагался на северо-западе, рядом с внушительной Львиной башней. Позднее его перенесли в северо-восточную часть. С той поры попасть внутрь можно было только через ворота внешнего поселения, которое играло роль форбурга. Эти ворота прикрывал каменный равелин.
Массивная каменная въездная башня, встроенная в среднюю кольцевую стену, имеет сразу двое разных ворот: одни поменьше с круглой аркой изначально предназначались для пешеходов, более широкие, со стрельчатыми арками, служили для проезда повозок и всадников. От двух подъёмных мостов сохранились только три высокие прорези, в которых размещались цепи и элементы конструкций. На западной стороне небольшого дворика, где находится церковь Сан-Лоренцо, возвышаются северо-восточные ворота, через которые по крутому крытому пандусу можно войти в первый двор.

### Башни
Замок имеет пять массивных башен квадратной формы, четыре из которых расположены по углам двора. Для всех них характерны высокие консоли в верхней части фасадов, поддерживающие зубчатые стены. Зубцы созданы в типичной для гибеллинских крепостей зубцами. Каждая башня увенчана черепичной крышей.

#### Башня Равелин
Через башню Равелин можно попасть в главный замок. Перед ними построен каменный мост. В ходе одной из реконструкций он заменил прежний двойной подъёмный. Сохранились фрагменты конструкций, с помощью которых его могли поднимать.
На фасаде имеется ниша, окаймленная пилястрами из песчаника. Внутри изначально находилась статуя из каррарского мрамора, изображающая Пьера Марию II де Росси. К сожалению фигура оказалась утрачена во время ремонтных работ, проводившихся в XVI веке. Однако на стене сохранилась надпись, относящаяся к графу: «Invocato il nome dela redemptrice/ Di cuy pronome porto io pietro rosso/ Fonday sta rocha altiera et felice/ M. de magio quarantaocto era il corso C.C.C.C./ Et cum divino aiuto fu perfecta/ Avanti chel sexanta fusse scorso».
Внутри башни находится касса, где продаются билеты для посещения замка. Далее начинается крутой вымощенный камнем пандус, который проходит через широкую круглую арку, окаймленную пилястрами и обрамляющую весь западный фасад. На верхнем этаже находятся несколько пустых комнат с открытыми каминами, которые изначально предназначались для проживания солдат гарнизона. На самом верху можно увидеть водосливную дорожку, в полу которой открываются стоки, закрытые железными решётками.

#### Львиная башня (Торре дель Леоне или Лёвентурм)
Львиная башня является самой высокой из всех сооружений комплекса. Изначально она должна была выполнять функцию донжона или бергфрида и одновременно защищать вход в замок, которые в первое время располагался в северо-восточной части замка.
40-метровая башня Лёвентурм на шесть метров выше остальных. Её название происходит от герба семьи Росси, на котором изображён прыгающий лев.

#### Башня Лилии (Торре дель Геглио или Лилиентурм)
Башня Лилии, расположенная в юго-западном углу замка, обращена к долине Рио-делле-Фаволе. Своим названием он обязан гербу Бьянки Пеллегрини, на котором изображена лилия.

#### Башня Никомеда
Башня, расположенная в юго-восточном углу замка, обращена к верхней части долины. Своё название она получила от одноимённой часовни, расположенной у её подножия.

#### Башня Камеры д'Оро
Башня в северо-восточном углу замка обращена к долине реки Парма. Название дано в честь красивого одноимённого зала на первом этаже здания.

### Внутренний дворик замка
Южный уровень замка обеспечивает доступ к двору через круглый арочный портал в центре южного фасада замка. На открытом пространстве площадью 470 м² доминируют большие угловые башни. В центре находится колодец глубиной 66 метров, стены которого выложены из кирпича. На первом этаже с западной стороны есть два отдельных вестибюля.
Большое западное крыльцо с круглыми арками различной ширины поддерживается массивными каменными колоннами, увенчанными капителями в форме зубчатых кубов. Внутри находится фонтан, около которого — парадная лестница. Помещение украшено фреской с изображением «Богоматери на троне с Младенцем между святыми Рохом и Себастьяном». Эту работу приписывают Якопо Лоски. Потолок зала перекрыт широкими крестообразными сводами.
Элегантное восточное крыльцо с круглыми арками одинаковой ширины поддерживается тонкими кирпичными колоннами, увенчанными капителями из песчаника. На них вырезаны различные рельефы, в том числе инициалы Бьянки Пеллегрини и Пьера Марии II де Росси. В главной комнате имеется крестовый сводчатый потолок. В южной части находится лестница, ведущая на просторную лоджию.
На северной стороне, напротив входа в виде стрельчатой арки, расположены три широких окна стрельчатой формы с терракотовыми рамами. Они украшены замысловатыми узорами.

### Оратория «Никомед»
Замковая часовня (молитвенная комната), названная в честь святого Никомеда, имеет квадратную планировку. Вход внутрь в виде круглого арочного портала находится в южной части восточного крыльца у подножия одноименной башни. Массивные деревянные двери украшены инициалами двух влюблённых. Согласно легенде, они захоронены под полом часовни.
В пустой комнате находится только кирпичный алтарь, рядом с которым размещается готическая стрельчатая арочная ниша. Первоначально там была другая обстановка. Однако в начале XX века все предметы и церковную утварь распродали. За алтарем возвышался большой полиптих, написанный Бенедетто Бембо в 1462 году. В центре изображена «Мадонна на троне с младенцем, окруженная ангелами», а по бокам — святые Антоний Великий, Никомед, Екатерина и Петр Веронский. С левой стороны находилась небольшая деревянная трибуна, датируемая примерно 1475 годом, и, вероятно, созданная Ардуино да Байзо. Она состояла из двух стен с резными панелями. Попасть туда можно было изнутри через соседний зал Юпитера.
Две работы, которые не были проданы на аукционе в 1914 году, первоначально хранились в Палаццо Даванцати во Флоренции. Затем, сменив нескольких владельцев, они оказались приобретены властями Миланом. В настоящее время эти ценные артефакты выставлены в Пинакотеке замка Сфорца.

### Комнаты на первом этаже

#### Зал Юпитера
Рядом с молельней Никомеда находятся три «дневные комнаты», выходящие к восточному вестибюлю. Они предназначались для придворных дам, которые могли здесь беседовать, читать, вышивать и заниматься музыкой. Названия комнат происходят от тем гротескных фресок, украшающих своды. Эти росписи создал Чезаре Бальони и его помощники около 1584 года.
Первая комната, которая соединена с часовней на юге и с Перголовым залом на севере, имеет сводчатый потолок, в середине которого находится овал с рамкой из смешанных линий. В нём можно увидеть изображение Юпитера на облаке, готового метнуть молнию, и орла.
Остальная часть потолка и прилегающие к нему широкие люнеты богато украшены симметричными гротескными фресками, которые создали Чезаре Бальони и Инноченцо Мартини. На них в ярких красках на белом фоне изображены высокие храмы с жаровнями, букрании, сфинксы, нимфы, вазы, птицы, рога изобилия, эдикулы, переплетенные ветви, арабески, ленты, фантастические животные и женские фигуры. Восточная стена отличается росписью, изображающей растительный каркас на небесно-голубом фоне, который служит опорой для многочисленных видов птиц.

#### Пергола-Холл
Вторая комната, расположенная в середине восточного крыла, имеет сводчатый потолок, почти полностью покрытый фреской в стиле обманки (trompe-l'œil), изображающей перголу. Роспись продолжается также в больших люнетах на двух стенах. На густой квадратной сетке деревянной перголы, поддерживаемой столбами, переплетаются побеги виноградной лозы. На небесно-голубом фоне летают многочисленные птицы разных видов. По краю на белом фоне расположены сфинксы, а также женские и мифологические фигуры, включая Марса и Венеру. На стенах изображены фантастические пейзажи с руинами, растениями и потрескавшимися стенами. Это создает впечатление, будто находишься в действительно повреждённом зале.

#### Пейзажный зал
Третья комната восточного крыла также имеет сводчатый потолок, в центре которого выделяется прямоугольник, в котором изображен большой путти, летящий между облаками с двумя букетами полевых цветов. Кроме того, по четырём сторонам созданы особые овалы. В них нарисованы живописные руины на фоне фантастических пейзажей с мостами, водными путями, деревьями и высокими горами. Весь потолок украшен симметричными фресками с гротесками, на которых изображены яркие цветы, женские фигуры, фантастические животные, а внутри камей — битвы между античными воинами и мифологическими персонажами.

#### Зал Победы
Главная комната на первом этаже башни, в которой находится Камера д'Оро, вероятно, изначально была столовой, так как она соединена с двумя служебными помещениями, ведущими в кухню замка. Зал имеет широкий сводчатый потолок, в центре которого находится большой овал с двойным каркасом. В нём изображены богиня победы, летящая среди облаков. Она держит в руках лавровый венок и оливковую ветвь, аллегорические символы земной славы и мира. По замыслу заказчика, рисунок указывает на покровительство папы и императора Священной Римской империи.
Богатый и торжественный декор гротесков распространяется на потолок и стены. В овале посередине расположены четыре большие гирлянды с фруктами и цветами, на которых сидят птицы. С четырёх сторон в смешанных линейных рамках изображены путти, летящие между облаками. По углам находятся четыре больших сфинкса, окруженные мифологическими и фантастическими фигурами. Над входной дверью в пейзажный зал в широком люнете можно увидеть изображение Фамы, богини славы и молвы. Она восседает на раковине среди прикованных цепями побеждённых врагов и играет на своей длинной трубе.
По бокам окон на передней стене находятся два больших герба императора Рудольфа II и папы Григория XIII, которые символизируют две ветви власти: светскую и духовную. Наконец, в комнате находится открытый камин XVI века, над которым нарисован пейзаж.

#### Зал Ангелов
Зал Победы соединен с двумя служебными помещениями, расположенными на первом этаже. Через одну из комнат можно было попасть на восточную стену, где когда-то был разбит сад, а через вторую — на кухню. Оба помещения были богато украшены фресками Чезаре Бальони, восхваляющими семью Сфорца ди Санта Фьора.
В первой комнате имеется крестообразный сводчатый потолок, украшенный картинами с изображением четырёх херувимов. Иногда их ошибочно принимают за ангелов (хотя у них нет крыльев). Фигуры, размещённые на балюстрадах, держат в руках три ветви айвы, бриллиантовое кольцо и графскую корону. На одной из стен сделана надпись «Herculea colecta durant manu fragantia (Доблестные подвиги Сфорца до сих пор источают аромат)». В центре выделяется ещё одна ветвь айвы, а также лев — символ Сфорца ди Санта Фьора.
Люнеты на стенах украшены фресками, изображающими в перспективе мраморную балюстраду, прерываемую богато украшенными опорными колоннами. Выделяются экзотические птицы, в том числе павлины и попугаи, а в центре находятся четыре больших картуша с изображением гербов Сфорца и родственных им семей.

#### Зал Велариум
В зале Велариум также имеется крестообразный сводчатый потолок, украшенный фресками с изображением велария, расписанного концентрическими кругами. В боковых клиньях, разделенных переплётенными ветвями, посередине выделяются четыре картуша между небольшими летящими птицами, по бокам от которых изображены мифологические фигуры.
Люнеты на стенах украшены фресками, изображающими в перспективе балюстраду, прерываемую богато украшенными опорными колоннами. Среди них, в центре, выделяются четыре большие вазы, украшенные гербами Сфорца и родственных им семей: нобили ди Монтепульчано, австрийские Габсбурги и Фарнезе.

#### Кухня
Замковая кухня находится на первом этаже в северо-восточном углу. Она соединена с залом Велария в южной части, с кладовыми в северной. Кроме того, из кухни можно выйти к северной стеной, раньше там был фруктовый сад, а через лестницу на востоке — со второй кухней в подвале и с помещениями для прислуги на верхнем этаже. В кухне находится большой каменный камин, печь с духовками, а также мармит и встроенная в стену раковина с наклонной поверхностью для стока воды.

#### Гербовый зал
Большой зал находится в северном крыле между башней Камеры д'Оро и Львиной башней. Это помещение изначально выполняло роль рыцарского зала. Здесь проходили торжественные приёмы. Попасть в зал можно через парадный вход из внутреннего дворика через три симметричные французские двери.
Потолок в зале имеет цилиндрический свод с люнетами, кооторые соответствуют трём крупным проёмам. Стены и потолок полностью заняты фресками. Вероятно, их создал Джованни Антонио Паганино, который часто работал в паре с Чезаре Бальони. На потолке размещены четыре большие картины в рамах смешанных линий. На них изображены диковинные сооружения с укороченными колоннадами. В центре, между облаками, за кольцевой балюстрадой выделяется крылатый путти с мечом и щитом. Люнеты свода и стен украшены гротесками. Бросается в глаза нарочитая ирония художников, делавших эти изображения. Например, среди многочисленных персонажей можно заметить мальчика верхом на баране и небольшой театр с бедным музыкантом и бородатым карликом. Рядом с порталом на южной стене в центре широких картин в рамах изображены две большие карты различных регионов Италии.
Характерной чертой зала являются восемь больших гербов по бокам. В восточной половине расположены гербы представителей клана Сфорца ди Санте Фьора и их родни. Первый — непосредственно родовой герб семьи, богато украшенный и окружённый орденом Золотого руна. Второй — герб кардинала Гвидо Асканио Сфорца ди Санта Фьора. От третьего осталось только имя важного священнослужителя, происходившего из семьи Сфорца. Четвертый герб утрачен и неизвестно, к кому он относился. Однако в западной половине легко опознаются личные гербы четырёх пап, которые имели важное значение для семьи. Сред них: Григорий XIII Бонкомпаньи, тесть Констанцы, сестры покровителя Франческо, назначенного кардиналом тем же папой Григорием XIII; Павел III Фарнезе, прадед Франческо; Пий IV Медичи, родственник Сфорца через Катерину Сфорца, жену [[Медичи, Джованни Пополано|Джованни Пополано ди Пьерфранческо де Медичи; Юлий III дель Монте, брат прабабушки Франческо.

#### Зал Братства Виньяйоли делла Торрекьяра
Помещение именуемое Залом Братства Виньяйоли делла Торрекьяра находится у подножия Львиной башни. Сейчас оно выполняет функцию музейного информационно-просветительского центра. Там размещены стенды посвящённые как истории замка, так и расположенным произведениям искусства.

#### Конюшня
В пространство бывших конюшен можно попасть из западного вестибюля, который находится у подножия Башни Лилии. Здесь могло разместится 10 лошадей. Пол вымощен речной галькой. На стенах сохранились старые деревянные кормушки и поилки.

### Залы на других этажах

#### Залы охоты и рыбалки
Из лоджии на первом этаже с восточной стороны главного двора можно попасть по лестнице в четыре помещения, расположенные друг над другом. Их называют «Охотничьи и рыболовные комнаты». Всё из-за фресок, покрывающих сводчатые потолки и стены. Эти прекрасные работы создал в XVI веке Чезаре Бальони. Картины весьма похожи друг на друга, но отличаются разными оттенками неба. Это сделано, чтобы продемонстрировать зрителям в каждом помещении разное время суток: ночь, утро, день, вечер. Картины, покрывающие большие люнеты на стенах, представляют собой фантастические пейзажи со сценами охоты, происходящими между руинами замков, мостами и памятниками. На заднем плане возвышаются высокие, крутые горы.
Целостность полного цикла произведений на тему охоты и рыбалки оказалась прервана в начале XIX века после обрушения перекрытий верхних этажей. Около двух столетий не было доступа к последней, вечерней комнате. Лишь в 2014 году после сложных реставрационных работ всё было восстановлено. В Вечерней комнате потолок полностью украшен фресками, изображающими тёмно-синее небо с густыми белыми облаками и многочисленными летящими птицами.
Из зала на юго-восток открывается вид на соединительное пространство с внешней лоджией через окно, воссозданное во время реставрации и украшенное фресками, продолжающими окружающие стены. В комнате также имеется открытый камин с северной стороны. Им перестали пользоваться в конце XIX века, но тщательно отреставрировали в 2014 году.

#### Столовая
Третий зал с юга соединён с Залом вечерни и Залом рассвета. В этом помещении также имеется крестовый сводчатый потолок со стрельчатыми выступами, которые сходятся в замковом камне в медальоне, украшенном львом, гербом Росси, и который пережил изменения XVI века. Потолок украшен фреской, изображающей голубое небо с вкраплениями больших белых облаков. Также там нарисованы парящие соколы, цапли, павлины и бакланы. Облака окрашены в оттенки розового, а солнце изображено непосредственно перед закатом в западном люнете.
Картины, покрывающие большие люнеты на стене, в которых прекрасно продолжен свод, представляют собой фантастические пейзажи со сценами рыбной ловли в реках, озёрах и море на фоне руин и великолепных замков. На заднем плане возвышаются массивные горы с острыми вершинами.

#### Зал рассвета
Четвёртая и последняя комната с юга соединена со столовой и Камерой д'Оро. В этом помещении также имеется крестовый сводчатый потолок со стрельчатыми арками. Зал украшен фреской с изображением солнца, окруженного желто-розовым ореолом и группой концентрических облаков. Художники использовали преимущественно розовые, лазурные, синие и фиолетовые краски. Также присутствует много изображений ночные птиц. Некоторые из росписей, покрывающих большие люнеты на стене, остались незаконченными.

#### Золотая камера
Помещение, именуемое «Камера д'Оро» (Camera d'Oro — Золотая комната), расположено в одноимённой башне. Оно соединяется с Залом Рассвета и Залом Жонглёра. Комната, вероятно, изначально была спальней и личным кабинетом Пьера Марии II де Росси. Помещение знаменито циклом фресок, созданных скорее всего Бенедетто Бембо в 1462 году. Правда, надёжных доказательств этому не имеется. Изображения представляют собой единственный во всей Италии пример цикла картин XV века, посвящённых прославлению любви между двумя реальными людьми.
Стены зала покрыты терракотовой лепниной от самого пола до потолка, представляющего собой традиционный для замка крестообразный свод. Все они украшены рельефами и первоначально были покрыты росписью и украшениями из сусального золота. К сожалению, последние элементы золотого убранства удалили в 1910 году по распоряжению Пьетро Каччагуэрры. Люнеты и потолок расписаны символичными фресками, прославляющими любовь между Пьером Марией II де Росси и его возлюбленной Бьянкой Пеллегрини. Их отношения показаны в самых разных сценах. Кроме того, подробно и весьма реалистично изображениы многочисленные замки провинции Парма.

#### Лоджия на северо-востоке
По лестнице с несколькими ступенями вдоль восточной стены (мимо французского окна) можно пройти на лоджию, расположенную на северо-востоке. Это пространство симметрично аналогичной лоджии, созданной на башне Никомеда. Широкая терраса, построенная в конце XVI века и покрытая черепичной крышей, поддерживаемой по периметру рядом каменных колонн, позволяет любоваться панорамным видом на долину реки Парма.

#### Большой зал
Большой зал, в который можно попасть прямо из восточной лоджии, расположен на верхнем этаже северного крыла. Он находится над Гербовым залом между башней Камеры д'Оро и Львиной башней. В помещении имеется три окна, выходящие на юг (во двор), и два окна, выходящие на север.
Этот зал строился как приёмная для гостей. Он имеет плоский потолок, а его стены целиком украшены фресками. Их создали Чезаре Бальони, Джованни Антонио Паганино и, вероятно, Инноченцо Мартини. По верхнему периметру тянется длинный богатый фриз, состоящий из 20 сцен. Промежутки заняты кариатидами. Часть пространства покрыта росписью гротесков.
Фрески, в отличие от изображений в Гербовом зале, прославляющих род, возвеличивают заслуги заказчика — Франческо Сфорца ди Санта Фьора, а также его кузена из дома Фарнезе (герцогов Пармских). Одним из главных украшений является большой герб владельца. На восточной стороне находится герб герцога Алессандро Фарнезе. Он  окружён орденом Золотого руна. А на западной стороне нарисован герб Рануччо I Фарнезе (сына Франческо и регента).
Между окнами видны ещё четыре герба. На южной стороне находится знак Сфорца ди Санта Фьора, а также эмблема принцев Чезарини (вероятно, рисунок добавили более века спустя вместо знака Сфорца I Сфорца). Второй, предположительно, герб Франческо Сфорца. Из двух гербов на северной стороне первый относится к кардиналу Фердинандо Фарнезе, а второй — к кардиналу Франческо Сфорца.

#### Зал жонглёров
Самые богатые гротески, написанные яркими красками на белом фоне, изображают храмы, птиц, сфинксов, нимф, вазы, эдикулы, арабески, фантастических животных и различные женские фигуры. Самая значимая сцена, давшая название комнате, изображена в середине северной стены над камином: широкая рамка из смешанных линий окружает группу жонглёров и акробатов, которые, паря над четырьмя львами, образуют пирамиду из людей.
Более узкие стены украшены двумя фальшивыми дверями. Из нарисовали для симметрии с настоящими. Интересно, что нарисованы не только двери, но выходящие из них люди: с восточной стороны —служанка, несущая таз, а с западной — мальчик с подносом в руках.
Фриз вдоль стен состоит представляет собой серию из 20 сцен, прерываемых позолоченными кариатидами (по три на каждой из узких сторон). В центре изображены пейзажи, а по бокам — аллегории. Из семи картин на каждой из длинных сторон, те, что находятся в середине, аллегорически изображают семью Сфорца ди Санта Фьора. По соседству можно увидеть пейзажи, а также сражения.

#### Зал Львиной Башни
В зале на первом этаже Львиной башни, который соединён с Залом жонглёров и лестницей западного крыльца, хранятся макеты Камеры д'Оро (созданного в 1911 году для этнографической выставки в Риме). Их спроектировал архитектор Ламберто Кузани, а воплотили в жизнь несколько известных мастеров. Среди них — художники Амадео Бокки и Даниэле де Стробеля, скульпторы Ренато Броцци и Эмилио Тробара, а также резчик Фердинандо дель Арджине.

## Современное использование
Комплекс открыт для посещения уже более века. Входит в Ассоциацию замков герцогов Пармы, Пьяченцы и Понтремоли. Туристам доступны большинство помещений и залов.

## Предполагаемый призрак
Разумеется, с замком Торрекьяра связаны легенды о призраках. Говорят, что здесь по ночам можно увидеть привидение. Согласно легенде, во время полнолуния в ночи по комплексу бродит призрак Пьера Марии II де Росси. Он ищет свою возлюбленную Бьянку Пеллегрини и без конца повторяет слова «Nunc et semper» (Ныне и навсегда). По другой версии, по замку ночами бродит призрак графини, которая была некогда заживо замурована в стенах крепости.

## Замок в массовой культуре
Замок неоднократно служил съёмочной площадкой и фоном во время работы над фильмами, сериалами и телешоу. Наиболее известные:
- 1937 год. «Кондотьеры[итал.]». Художественный фильм. Италия, Германия. Режиссёр — Луис Тренкер.
- 1981 год. «Трагедия смешного человека». Художественный фильм. Режиссёр — Бернардо Бертолуччи.
- 1985 год. «Леди-ястреб». Художественный фильм. Режиссёр — Ричард Доннер.
- 1995 год. Видеоклип на песню Riguarda noi певицы Джорджия[нем.].
- 2012 год. Видеоклип для альбома Yesterday, today певца Умберто Тоцци.
- 2012 год. «Чертоги Пармы[итал.]». Телесериал. Продюсер — Чинции Т. Торрини.
- 2014 год. «Борджиа». Телесериал, Франция. Продюсер — Том Фонтана;
- 2017 год. «Улисс – Радость предвидения[итал.]». Телесериал, эпизод «Замки во времени». Продюсер — Альберто Анджела.

## События
Каждое воскресенье в рамках межпровинциального проекта «I Castelli delle Donne» можно принять участие в экскурсиях в средневековых костюмах под названием «Bianca e la Corona sospesa». Также каждое первое воскресенье месяца, во второй половине дня, проводится анимированная экскурсия под названием «Bianca Raccontami».
С 1996 года в июле и августе во дворе замка проходят музыкальные мероприятия под названием «Festival di Torrechiara 'Renata Tebaldi'», которые привлекают самых известных артистов не только Италии, но и других государств Европы.
Также ежегодно в замке проводятся фестивали «Due cuori e un castello» (в День святого Валентина) и Праздник средневековой культуры «Giorno di Festa a Corte» (2 июня).

## Галерея

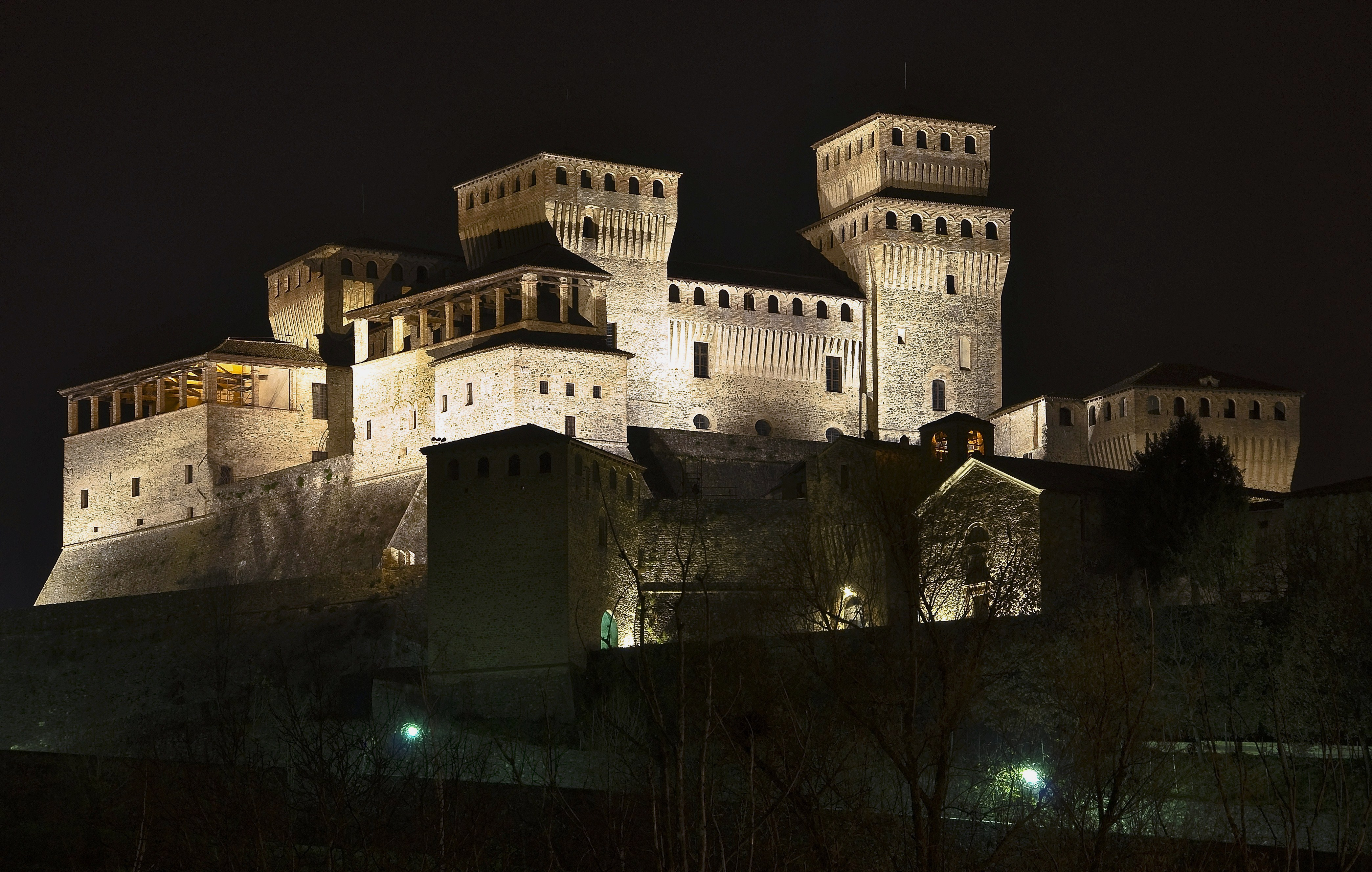
Вид замка в ночное время
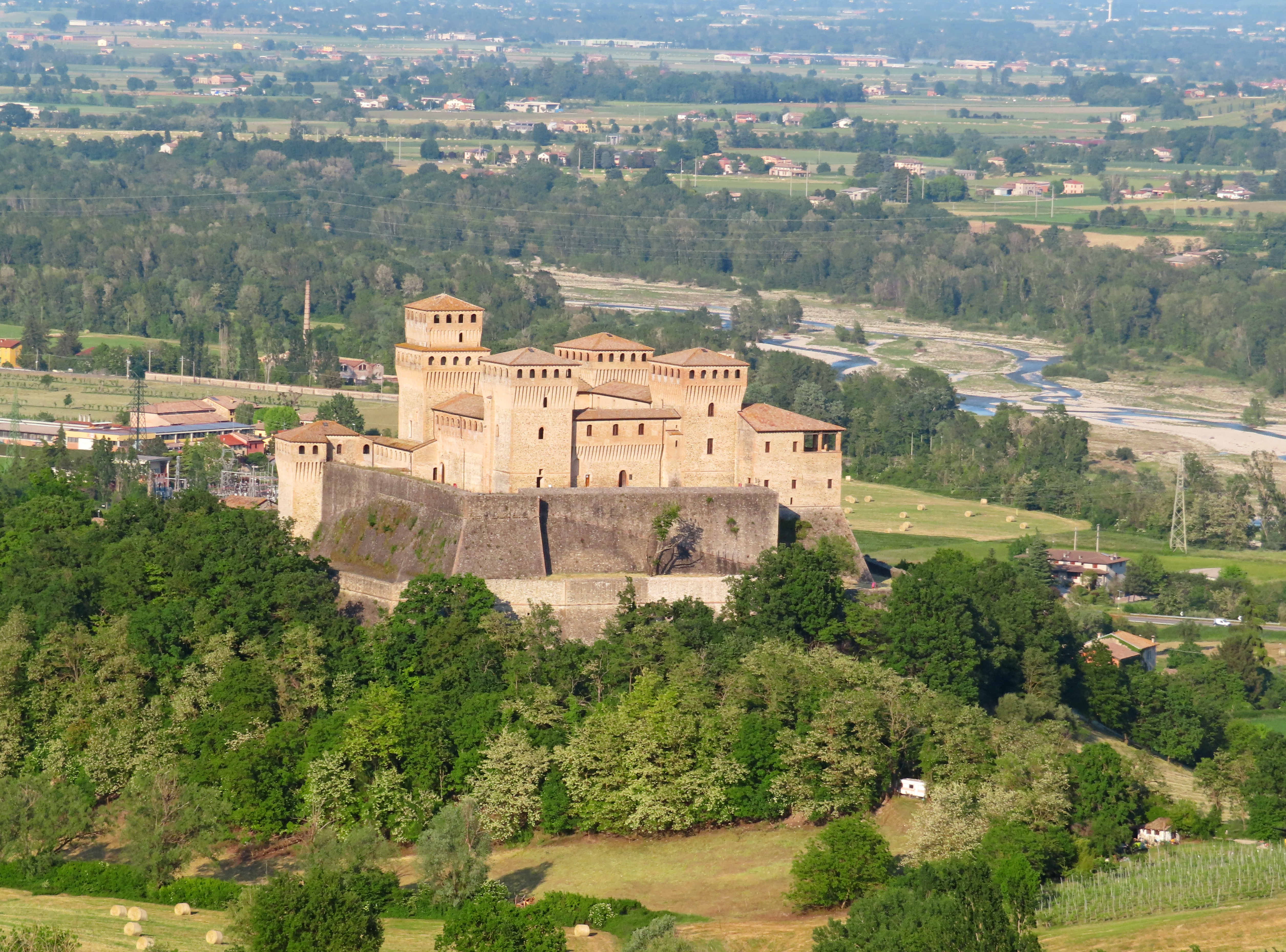
Вход замка на фоне долины
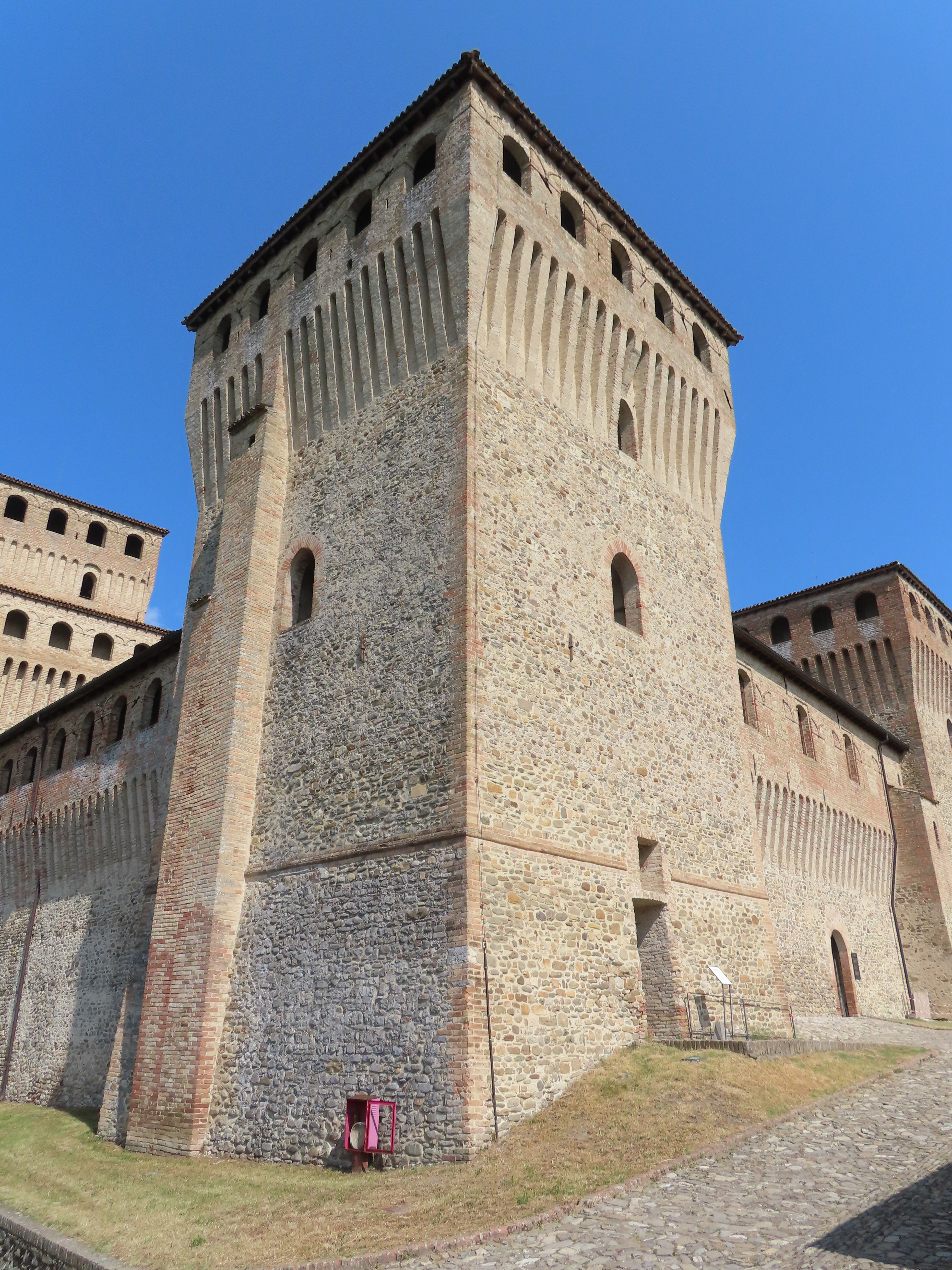
Одна из угловых башен замка
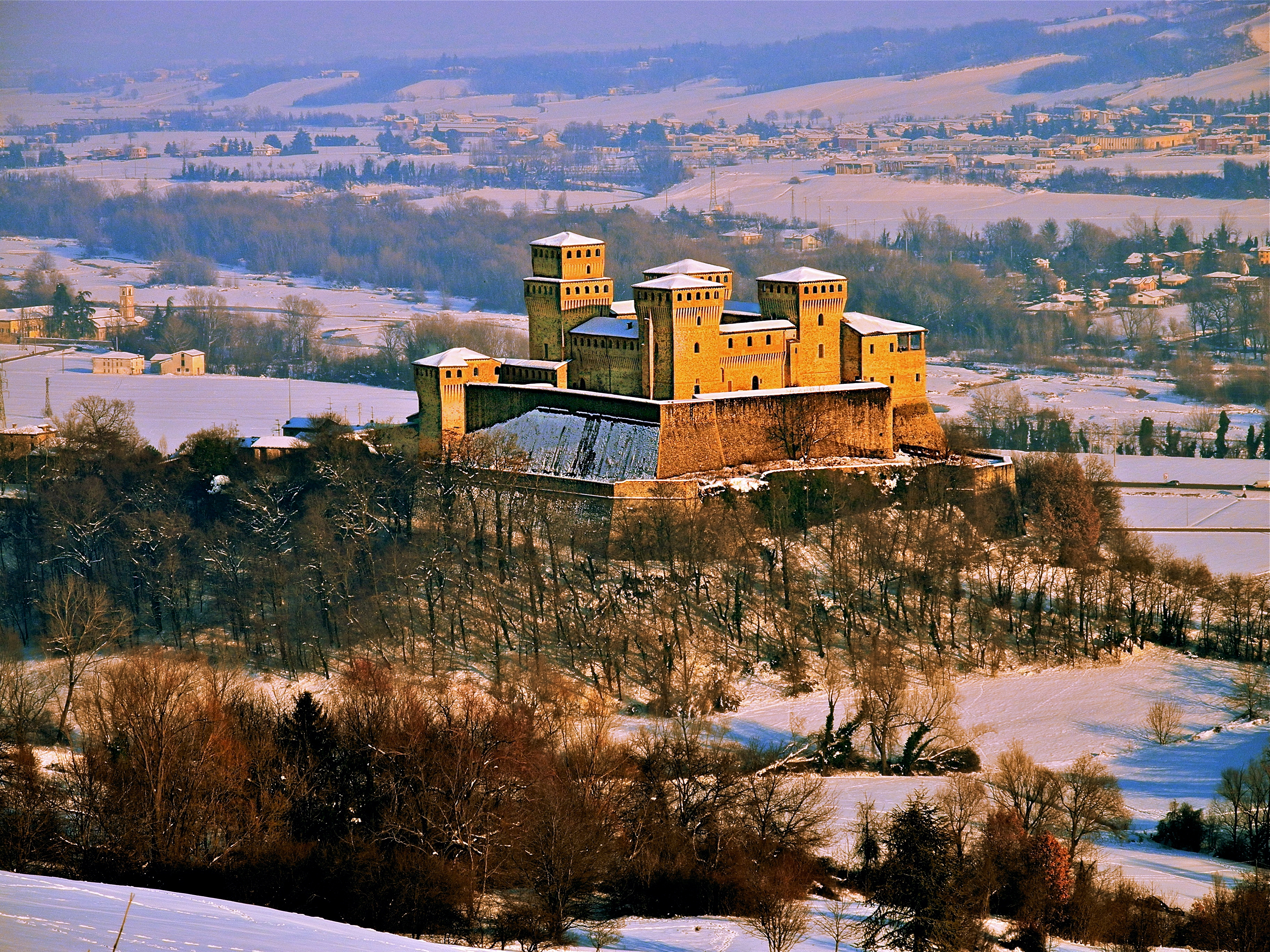
Вид замка в зимнее время
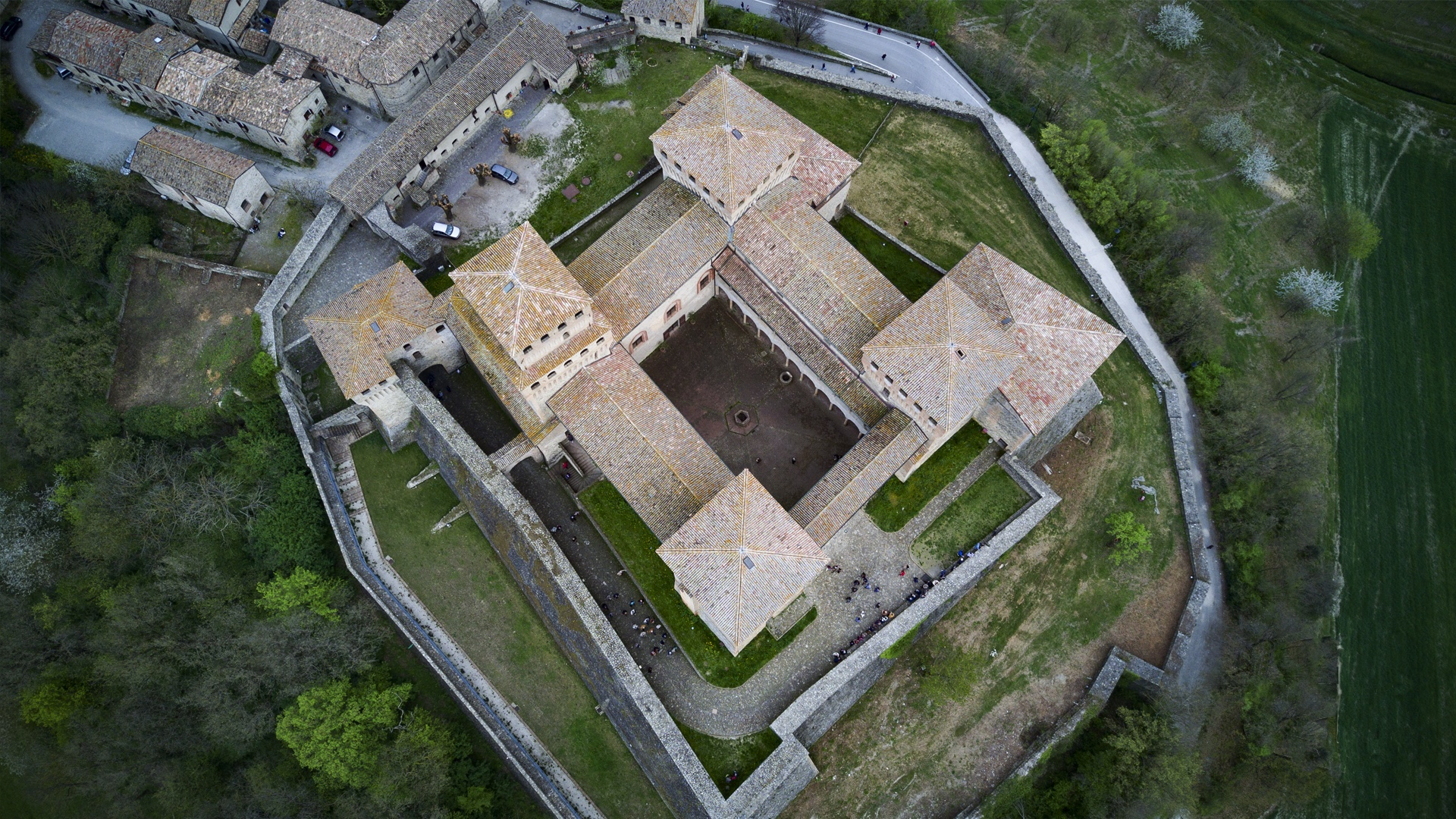
Вид замка сверху